# Українська баскетбольна суперліга 2022—2023
Українська баскетбольна суперліга 2023—2023 — 32-й сезон української баскетбольної суперліги, який розпочався 22 жовтня 2022 року і закінчився 9 квітня 2023 року. Чемпіонат пройшов у вигляді регулярного чемпіонату у чотири кола без плей-оф. Переможцем став БК Будівельник.

## Регламент змагань
У чемпіонаті взяли участь 9 команд.
Змагання проводились у 4 кола за круговою системою. Через вторгнення російських військ на територію України змагання відбулись у форматі регулярного чемпіонату без плей-оф.

## Учасники
| Команда                | Населений пункт  | Місце в Суперлізі 2021/2022 |
| ---------------------- | ---------------- | --------------------------- |
| «БІПА»                 | Одеса            | 10                          |
| «Будівельник»          | Київ             | 2                           |
| «Дніпро»               | Дніпро           | 4                           |
| «Запоріжжя»            | Запоріжжя        | 7                           |
| «Київ-Баскет»          | Київ             | 3                           |
| «Політехніка-Галичина» | Львів            | 12 (Вища ліга)              |
| «Прикарпаття-Говерла»  | Івано-Франківськ | 9 (Вища ліга                |
| «Старий Луцьк»         | Луцьк            | 4 (Вища ліга)               |
| «Черкаські мавпи»      | Черкаси          | 11                          |

## Турнірна таблиця
| М | Команда                | І  | В  | П  | М         | О   |
| - | ---------------------- | -- | -- | -- | --------- | --- |
| 1 | «Будівельник»          | 32 | 31 | 1  | 2655-2033 | 63  |
| 2 | «Дніпро»               | 32 | 24 | 7  | 2562-2125 | 55* |
| 3 | БІПА-Одеська область   | 32 | 23 | 9  | 2430-2233 | 55  |
| 4 | «Київ-Баскет»          | 32 | 22 | 10 | 2481-2227 | 54  |
| 5 | «Політехніка-Галичина» | 32 | 15 | 17 | 2344-2335 | 47  |
| 6 | «Прикарпаття-Говерла»  | 32 | 10 | 22 | 2003-2258 | 42  |
| 7 | «Черкаські мавпи»      | 32 | 9  | 22 | 2160-2420 | 40* |
| 8 | «Старий Луцьк»         | 32 | 6  | 26 | 2167-2483 | 38  |
| 9 | «Запоріжжя»            | 32 | 4  | 28 | 1943-2630 | 36  |

- «Дніпру» за недограну гру проти «Політехніки-Галичини» та «Черкаським Мавпам» за неявку на гру з «Прикарпаттям-Говерлою» зараховані технічні поразки, тому в турнірній таблиці за ці матчі «Дніпро» та «Черкаські Мавпи» не отримують очок.